# Villa Bosch

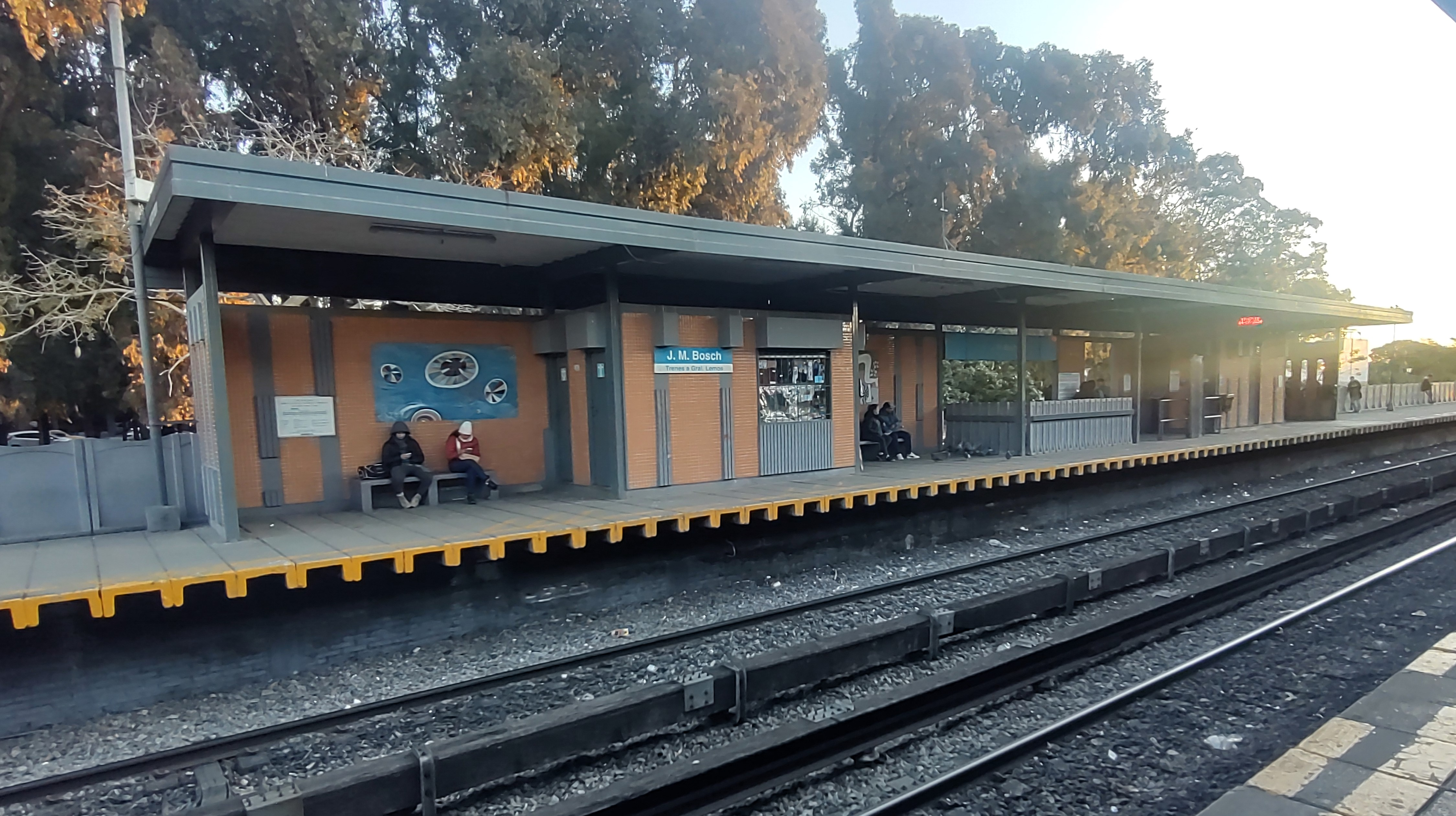
Estación de Villa Bosch.

Villa Bosch es una localidad ubicada en la Zona Oeste del Gran Buenos Aires, al noroeste de la Capital Federal, y ubicada en el centro-este del partido de Tres de Febrero, provincia de Buenos Aires, Argentina.
Limita con las localidades de Caseros, Martín Coronado y Loma Hermosa del mismo partido, y con el partido de San Martín.

## Historia
El desarrollo de esta zona tiene sus comienzos con un trágico suceso: la epidemia de la fiebre amarilla, que en 1871 asoló a la Ciudad de Buenos Aires. 
En el informe que el Dr. Guillermo Rawson remitió en 1876 al Congreso Médico Internacional de Filadelfia (Estados Unidos) bajo el título de "Estadística vital de la Ciudad de Buenos Aires" podemos llegar a tener una idea clara de la gravedad de la tragedia y la estrecha relación con la densidad poblacional: "Las epidemias son advertencias para la humanidad, advertencias tremendas como sus visitas, y Buenos Aires ha aprendido con sus últimos sufrimientos la lección deseada...", para agregar después que individuos, familias dejaron todo buscando refugio contra la muerte que se les presentaba a la vista.
Así se instalan en la zona de Villa Bosch; la fertilidad del suelo y el buen clima hicieron que algunos otros grupos familiares escapados de la epidemia se afincaran definitivamente en esta zona. Llegarían luego las subdivisiones de los campos, parcelándolos para chacras y quintas (generalmente por inmigrantes españoles e italianos).
La familia Bosch mantuvo la titularidad de estas tierras a través de sus distintos integrantes durante largo tiempo; en los años 1910 aparece como propietaria de las mismas la Sra. Cármen Miguens de Bosch según el plano catastral del Partido de San Martín trazado por los Ingenieros Civiles R.E. y E.F.Ballester.
Habrían de pasar unos 20 años para que comenzara la tercera etapa: la de los loteos. Por entonces es el propietario Benito del Corazón de Jesús Bosch y Miguens. La fisonomía de la zona presentaba campos prácticamente deshabitados en los que existían la casa de los Bosch, los tambos "Chubero" de los hermanos Lartirigoyen y "El Porteño", propiedad de Francisco Razeto. Hacia fines de 1931 se realiza el primer loteo, consiguiéndose vender 158 de los 500 lotes ofrecidos; son varias las firmas que se encargan de las ventas posteriores: Bravo, Barros & Cia, Furst, Zapiola & Cia, etc. En ocasión de ese primer loteo la Compañía Lacroze hace correr un servicio especial a solicitud de la empresa Bravo y Barros & Cia., circulando, por primera vez, un tranvía con acoplado. La zona comienza a desarrollarse lentamente, aparecen las primeras casas y juntos a ellas las primeras dificultades: faltan pasos de piedras, es escaso el alumbrado y se carece de veredas y pavimentos. Recién en 1934 se inaugura la primera estafeta postal. 
Con fecha 8 de junio de 1933 los Sres. Rafael J. Bosch y María Elena Bosch de Rocha se dirigen a la Municipalidad de San Martín solicitando la instalación con focos de alumbrado público, la Municipalidad con fecha 27 de marzo de 1934 les responde que ya ha dado cumplimiento a las instalaciones pedidas. Los terrenos ocupados por la antigua parada del ferrocarril, conocida primitivamente como "kilómetro 11" y luego como Parada J.M. Bosch (actual estación), fueron donados por la Sra. Carmen Miguens de Bosch. El edificio de la estación contaba de un hall, boletería, sala de espera, depósito de encomiendas, oficina del jefe, baños y en planta alta, la casa para la familia del jefe. Ese mismo año se venden 147 lotes más, se traza la plaza a la que se llama "Gral. Francisco Estanislao Reynolds" y se realizan las reservas fiscales para la construcción de una escuela, iglesia y destacamento policial.
En 1944 la Sra. María Elena Bosch de Rocha, hija del Dr. José María Rocha, hizo levantar una capilla en la manzana de su propiedad y frente a la plaza. La misma fue creada el 8 de noviembre del mismo año. El primer sacerdote a cargo de la capilla fue el Padre Josefino Mario Donati. La capilla quedó a cargo de los Josefinos de Murialdo por Consejo del Cardenal Copello.
En 1947, junto a la capilla, se construye una canchita de fútbol y se edifica un aula, se funda así la primera escuela de Villa Bosch que el Padre Serafín Montanari Lughi inició como primer maestro y director, en homenaje al Papa de entonces se llamó Pío XII.
En 1952 por una ordenanza aprobada por el Consejo Deliberante de San Martín Villa Bosch tiene nuevos límites: Triunvirato, vías del Ferrocarril Urquiza, Tres de Febrero, José María Bosch, Federico Lacroze, Juana Azurduy, Camino a Campo de Mayo y la Av. Márquez.
Para 1952 se firmó un contrato para hacer el pavimento que luego se dejó de lado y se reflotó un año después pero del proyecto inicial de 152 calles se pavimentó sólo 15. 
En 1951 abre sus puertas la Escuela 59 (hoy 16) "Nuestra Sra. de Fátima", luego abre sus puertas la Escuela Nº60, luego fue la 24, "Juan M. de Pueyrredón". En 1952 el Ministerio de Educación incorpora al Pío XII a la enseñanza oficial, a solicitud del director del Colegio Mario Perón. 
Luego al colegio se le agregaron nuevas aulas, patios y galerías.
En 1954 se inaugura como festejo del Día del Árbol, un hermoso vivero de eucaliptus que brinda una mejor imagen a la estación. En mayo de 1958 en un local ubicado en las calles 6 de Septiembre y Julio Besada, se funda la Sociedad de Fomento "José Manuel Estrada", cuyos integrantes piden inmediatamente a la Municipalidad la nivelación de las calles. Hacia 1960 Villa Bosch va adquiriendo un carácter de zona residencial. Ese año se inaugura la sucursal de correos ubicada en la calle Balcarce 351, la que viene a reemplazar a la vieja estafeta creada en 1934. 
En 1961 en Ascasubi y Guido Spano se construye una sala de primeros auxilios. 
En 1962 abre sus puertas la sección secundaria del Colegio Pío XII y el 17 de agosto del mismo año se habilita la Biblioteca Pública "Hugo Wast". Ya en 1987 visita Villa Bosch Monseñor Francesco Zerrillo.

## Toponimia
Lo debe a la familia Bosch, propietarios históricos de estas tierras con anterioridad al loteo.

## Clima
El clima es pampeano. Presenta veranos cálidos-calurosos e inviernos frescos, precipitaciones suficientes y en algunas ocasiones fuertes generando inundaciones; y vientos predominantes del este y del noreste, como en el resto de la parte noreste de la provincia de Buenos Aires.
| Parámetros climáticos promedio de Villa Bosch, BA | Parámetros climáticos promedio de Villa Bosch, BA | Parámetros climáticos promedio de Villa Bosch, BA | Parámetros climáticos promedio de Villa Bosch, BA | Parámetros climáticos promedio de Villa Bosch, BA | Parámetros climáticos promedio de Villa Bosch, BA | Parámetros climáticos promedio de Villa Bosch, BA | Parámetros climáticos promedio de Villa Bosch, BA | Parámetros climáticos promedio de Villa Bosch, BA | Parámetros climáticos promedio de Villa Bosch, BA | Parámetros climáticos promedio de Villa Bosch, BA | Parámetros climáticos promedio de Villa Bosch, BA | Parámetros climáticos promedio de Villa Bosch, BA | Parámetros climáticos promedio de Villa Bosch, BA |
| Mes                                               | Ene.                                              | Feb.                                              | Mar.                                              | Abr.                                              | May.                                              | Jun.                                              | Jul.                                              | Ago.                                              | Sep.                                              | Oct.                                              | Nov.                                              | Dic.                                              | Anual                                             |
| ------------------------------------------------- | ------------------------------------------------- | ------------------------------------------------- | ------------------------------------------------- | ------------------------------------------------- | ------------------------------------------------- | ------------------------------------------------- | ------------------------------------------------- | ------------------------------------------------- | ------------------------------------------------- | ------------------------------------------------- | ------------------------------------------------- | ------------------------------------------------- | ------------------------------------------------- |
| Temp. máx. abs. (°C)                              | 40.7                                              | 38.8                                              | 38.1                                              | 36.6                                              | 31.4                                              | 28.9                                              | 30.3                                              | 34.4                                              | 35.6                                              | 34.1                                              | 37.1                                              | 41.2                                              | 41.2                                              |
| Temp. máx. media (°C)                             | 29.2                                              | 28.4                                              | 24.9                                              | 20.7                                              | 18.0                                              | 14.3                                              | 12.0                                              | 15.1                                              | 17.5                                              | 21.7                                              | 24.5                                              | 28.5                                              | 21.2                                              |
| Temp. media (°C)                                  | 23.9                                              | 22.8                                              | 20.5                                              | 16.4                                              | 13.5                                              | 10.2                                              | 8.2                                               | 10.7                                              | 13.4                                              | 16.9                                              | 19.8                                              | 23.5                                              | 16.7                                              |
| Temp. mín. media (°C)                             | 18.7                                              | 17.3                                              | 16.1                                              | 12.1                                              | 9.1                                               | 6.2                                               | 4.5                                               | 6.4                                               | 9.3                                               | 12.1                                              | 15.2                                              | 18.5                                              | 12.1                                              |
| Temp. mín. abs. (°C)                              | 5.8                                               | 4.2                                               | 2.3                                               | -2.5                                              | -4.1                                              | -5.6                                              | -5.4                                              | -4.4                                              | -2.3                                              | -1.8                                              | 2.4                                               | 4.1                                               | -5.6                                              |
| Precipitación total (mm)                          | 118.5                                             | 116.9                                             | 150.7                                             | 107.2                                             | 91.9                                              | 50.3                                              | 51.4                                              | 59.9                                              | 76.7                                              | 138.1                                             | 132.4                                             | 104.3                                             | 1198.3                                            |
| Días de precipitaciones (≥ )                      | 6                                                 | 8                                                 | 12                                                | 10                                                | 7                                                 | 7                                                 | 6                                                 | 7                                                 | 8                                                 | 9                                                 | 10                                                | 6                                                 | 96                                                |
| Horas de sol                                      | 270                                               | 240                                               | 190                                               | 175                                               | 170                                               | 135                                               | 140                                               | 175                                               | 180                                               | 215                                               | 255                                               | 260                                               | 2405                                              |
| Humedad relativa (%)                              | 65                                                | 68                                                | 71                                                | 69                                                | 75                                                | 75                                                | 70                                                | 72                                                | 79                                                | 81                                                | 73                                                | 69                                                | 72.3                                              |
| Fuente: Servicio Meteorológico Nacional           |                                                   |                                                   |                                                   |                                                   |                                                   |                                                   |                                                   |                                                   |                                                   |                                                   |                                                   |                                                   |                                                   |

### Nevadas
Durante los días 6, 7 y 8 de julio de 2007, se produjo la entrada de una masa de aire frío polar, como consecuencia de esto el lunes 9 de julio, la presencia simultánea de aire muy frío, tanto en los niveles medios de la atmósfera como en la superficie, dio lugar a la ocurrencia de precipitación en forma de aguanieve y nieve conocida como nevadas extraordinarias en la Ciudad de Buenos Aires ya que esto ocurrió prácticamente en todo Buenos Aires y demás provincias. Fue la tercera vez en la que se tiene registro de una nevada en la localidad, las anteriores veces fueron en los años 1912 y 1918.

### Población
Contaba con 24,702 habitantes (Indec, 2001). Esto la sitúa como la 4ª localidad del partido, con un 7,3% del total. La población es estable, existiendo respecto a los 24,934 habitantes (Indec, 1991) un descenso del orden del 0,9%.

## Parroquias de la Iglesia católica en Villa Bosch
| Diócesis   | San Martín                                                                     |
| ---------- | ------------------------------------------------------------------------------ |
| Parroquias | Asunción de la Virgen, Nuestra Señora Señora del Carmen, San Francisco de Asís |